# Wybory parlamentarne w Hiszpanii w 1996 roku
Wybory parlamentarne w Hiszpanii odbyły się 3 marca 1996. Frekwencja wyborcza wyniosła 77,4%.
| ← Wybory parlamentarne 1996 w Hiszpanii →                                              |           |       |            |
| Partie                                                                                 | Głosy     | %     | Deputowani |
| Partia Ludowa (Partido Popular) (PP)                                                   | 9,716,006 | 38.79 | 156        |
| Hiszpańska Socjalistyczna Partia Robotnicza (Partido Socialista Obrero Español) (PSOE) | 9,425,678 | 37.63 | 141        |
| Zjednoczona Lewica (Izquierda Unida) (IU)                                              | 2,639,774 | 10.54 | 21         |
| Konwergencja i Jedność (Convergència i Unió) (CiU)                                     | 1,151,633 | 4.60  | 16         |
| Nacjonalistyczna Partia Basków (Partido Nacionalista Vasco) (PNV)                      | 318,951   | 1.27  | 5          |
| Koalicja Kanaryjska (Coalición Canaria) (CC)                                           | 220,418   | 0.88  | 4          |
| Nacjonalistyczny Blok Galicki (Bloque Nacionalista Galego) (BNG)                       | 220,147   | 0.88  | 2          |
| Herri Batasuna (HB)                                                                    | 181,304   | 0.72  | 2          |
| Republikańska Lewica Katalonii (Esquerra Republicana de Catalunya) (ERC)               | 167,641   | 0.67  | 1          |
| Eusko Alkartasuna(EA)                                                                  | 115,861   | 0.46  | 1          |
| Zjednoczenie Walencji (Unió Valenciana) (UV)                                           | 91,465    | 0.37  | 1          |
| Razem                                                                                  |           | 96.81 | 350        |